# Folkus
A Folkus régi magyar személynév, valószínűleg a germán eredetű Folkmar, Volkmar nevek származéka. Ezek jelentése nép+híres.

## Gyakorisága
Az 1990-es években szórványos név, a 2000-es években nem szerepel a 100 leggyakoribb férfinév között.

## Névnapok
- június 17.[2]
- július 20.[2]